# Lancken-Granitz
Lancken-Granitz est une commune sur l'île de Rügen, dans l'arrondissement de Poméranie-Occidentale-Rügen, Land de Mecklembourg-Poméranie-Occidentale.

## Géographie
Lancken-Granitz se situe à 15 km à l'est de Bergen en Rügen et 4 à l'ouest de Sellin, au sud de Granitz, dont le point culminant est le château. La Bundesstraße 196 traverse son territoire. Il y a au sud la Rügischer Bodden et le Neuensiener See. La commune se trouve au sud-est de la réserve de biosphère du sud-est de Rügen.
La commune regroupe les quartiers de Lancken-Granitz, Blieschow, Burtevitz, Dummertevitz, Garftitz, Gobbin, Neu Reddevitz, Preetz et Zarnekow.

## Histoire
Les dolmens prouvent une habitation du territoire dès le Néolithique.
Lancken-Granitz est mentionné pour la première fois en 1250. La construction de l'église a lieu durant le XVe siècle.
En 1326, le village appartient à la principauté de Rügen puis au duché de Poméranie. Après les traités de Westphalie en 1648, Rügen fait partie de la Poméranie suédoise. En 1815, elle retourne à l'arrondissement de Rügen dans la province de Poméranie prussienne.

## Source, notes et références
- (de) Cet article est partiellement ou en totalité issu de l’article de Wikipédia en allemand intitulé « Lancken-Granitz » (voir la liste des auteurs).